# Grangea
Grangea é um género botânico pertencente à família Asteraceae.